# Donoer Berg
Der Donoer Berg ist ein Berg im Wiehengebirge bei Bieren-Dono und gehört zur Gemeinde Rödinghausen im Kreis Herford in Nordrhein-Westfalen.

## Lage
Der Berg hat einen langgestreckten Gipfelkamm und erreicht eine maximale Höhe von 243 m ü. NHN. Nach Westen fällt er zum Durchbruchstal der Großen Aue hin ab. Im Osten steigt das Wiehengebirge noch weiter bis zum Glösinghauser Berg auf 289 m ü. NHN an.
Am Donoer Berg entspringen der Gewinghauser Bach und der Klosterbach. Unmittelbar in der Nähe des Gipfels liegt ein aufgelassener Sandsteinbruch.

## Tourismus
Über den Berg verlaufen der Wittekindsweg, der E11 und der Mühlensteig. Im Nordwesten verläuft der Limberg-Nonnenstein-Weg. Am Haltepunkt Neue Mühle im Auetal startet und endet der Eggetaler Panorama Rundwanderweg. Die Nordvariante des Wittekindsweges zweigt östlich des Gipfels vom Hauptweg Richtung Limberg ab. Hier liegt eine Schutzhütte.

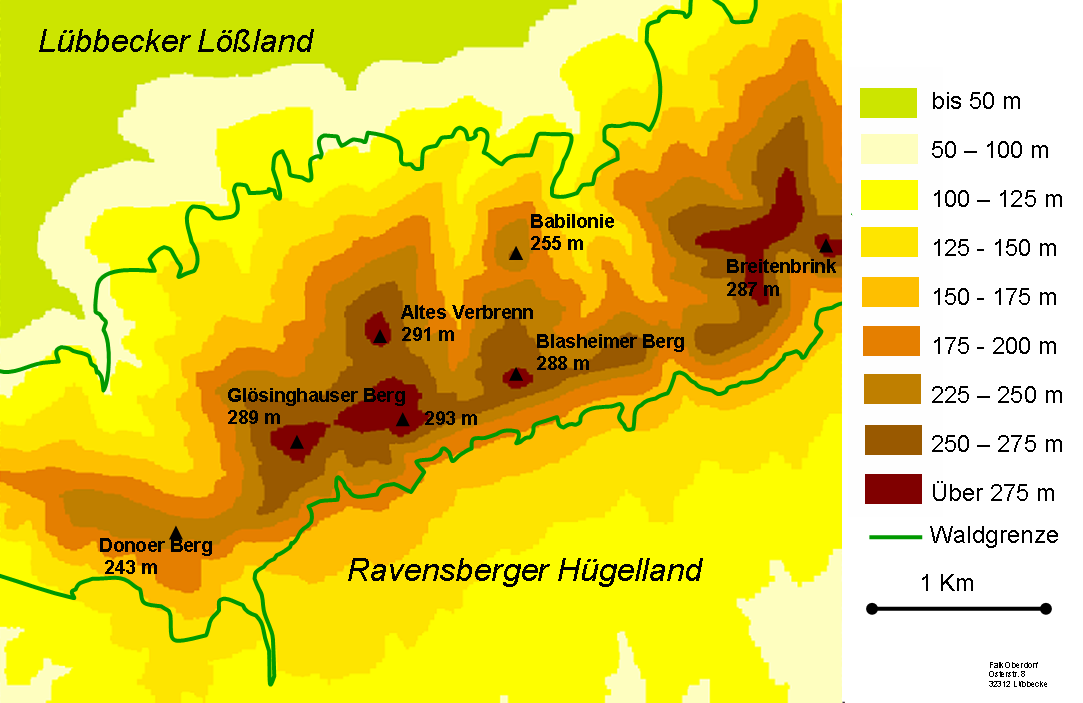
Höhenschichtung des Wiehengebirges östlich des Donoer Berges
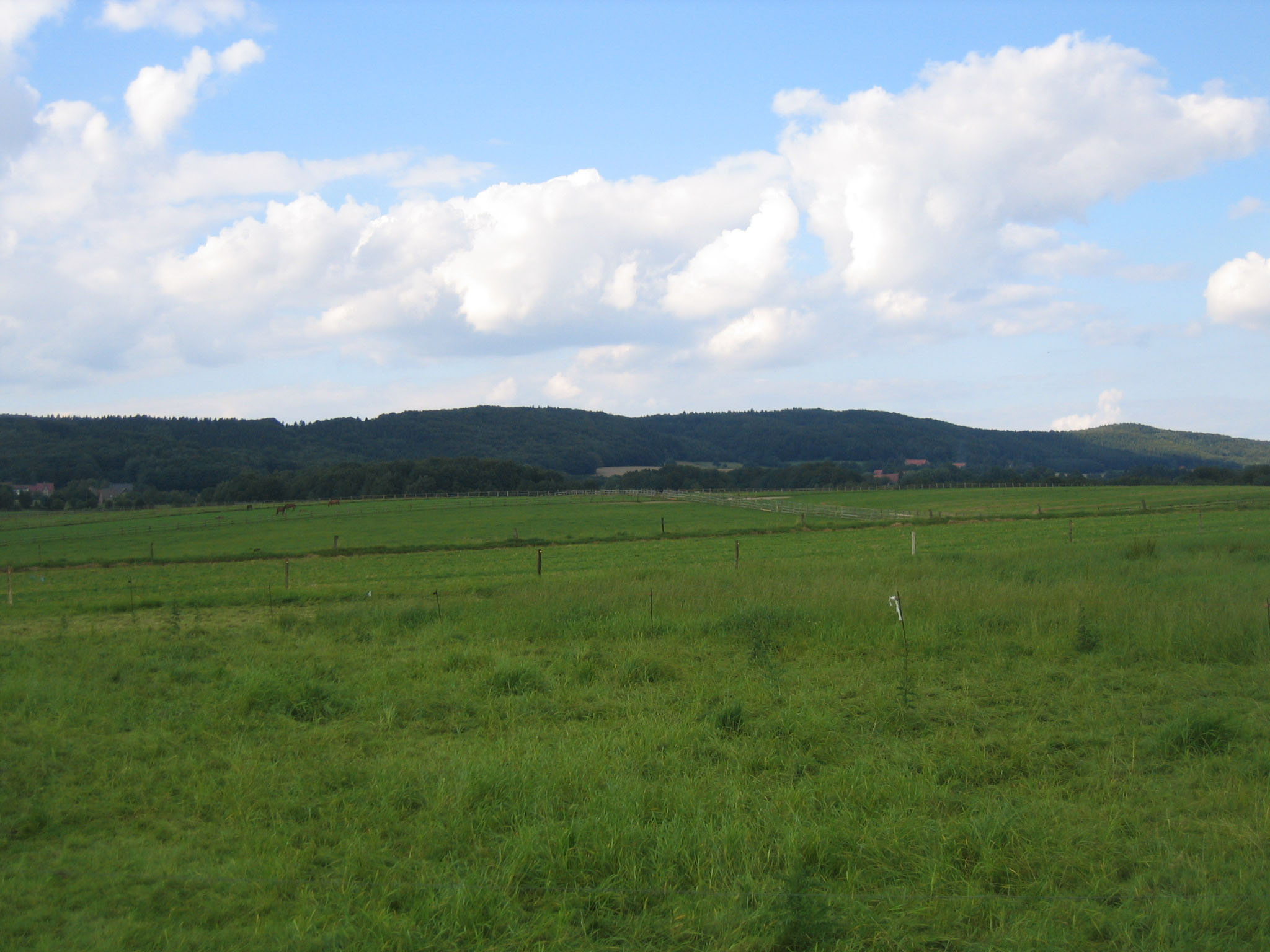
Pferdekoppeln des Gestüts Auenquelle. Blick auf Donoer Berg.
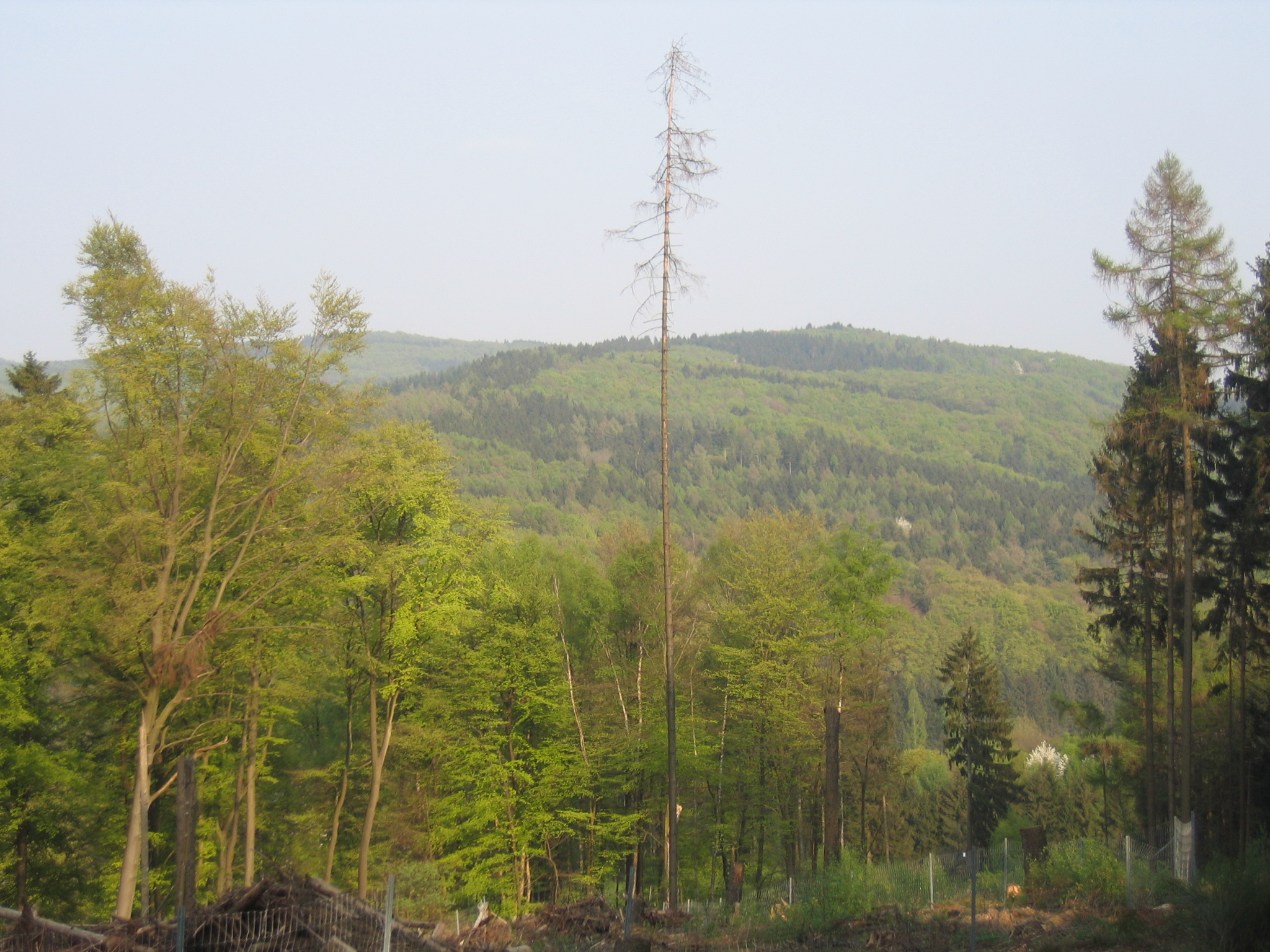
Vom Maschberg aus
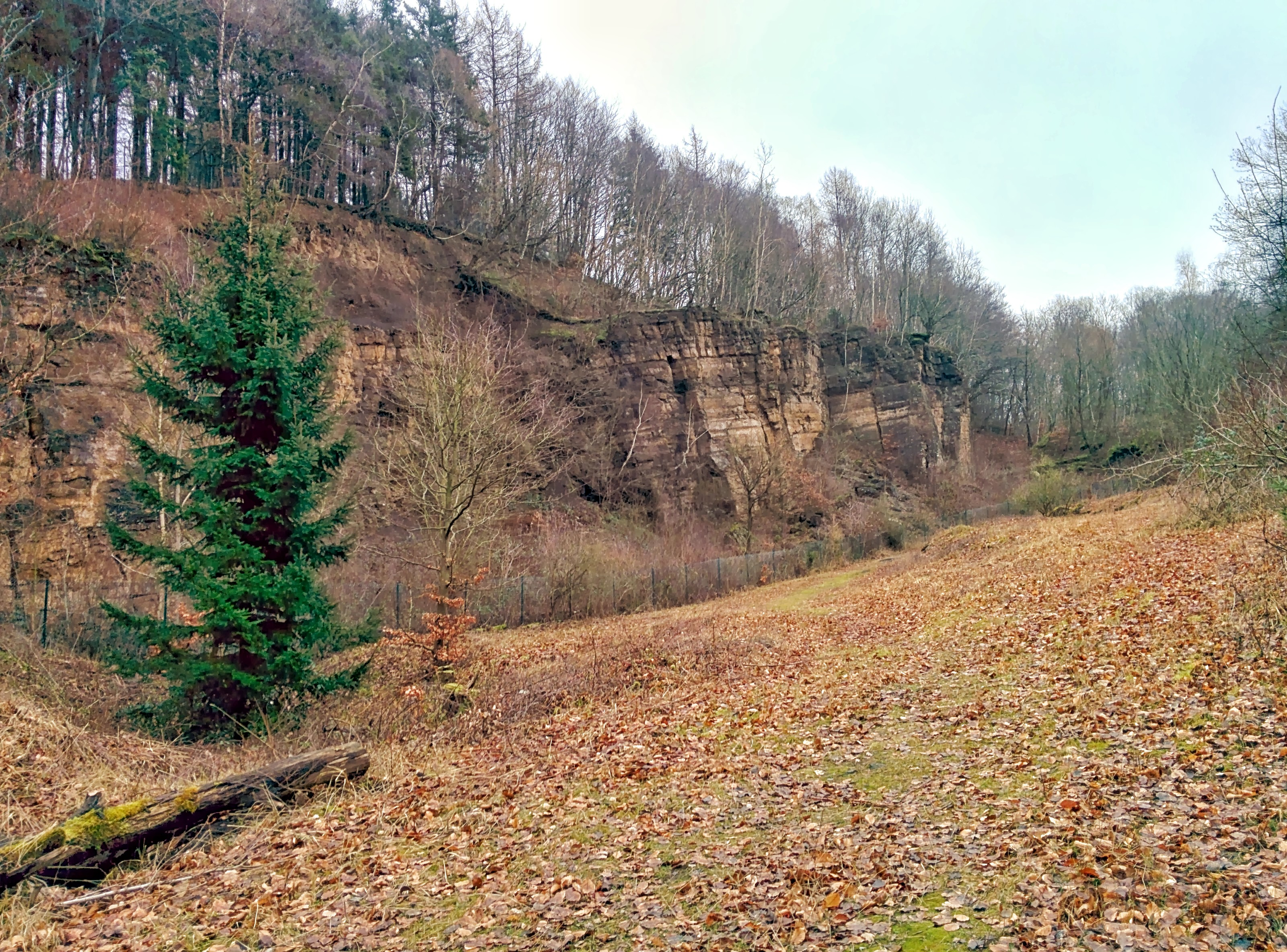
Alter Amtssteinbruch